# Лиснив
Ли́снив (укр. Ліснів) — гора в Украинских Карпатах, в пределах Покутско-буковинских Карпат. Расположена в Надворнянском районе Ивано-Франковской области, восточнее села Татаров.
Высота горы 1257 м. Состоит из флиша. Средние и нижние части склонов расчленены правыми притоками реки Прут. Пригребневая часть покрыта лугами — полонинами. Есть источники пресной воды.
С вершины открываются красивые виды на окружающие горы, в том числе на горные массивы Горганы (на западе) и Черногора (на юге).
Гора Лиснив является популярным пунктом в пешеходных маршрутах выходного дня.